# Chad Beyer
Chad Beyer (Kansas City, Missouri, 1986. augusztus 15. –) amerikai profi kerékpáros. 2017-ben visszavonult a versenyzéstől.

## Eredményei
2008
1., 3. szakasz (Csapatidőfutam) - Tour of Belize
2009
1., 1. szakasz - Tour of Murrieta
10. - US Air Force Cycling Classic
2010
1., pontverseny - Tour de Romandie

## Grand Tour eredményei
| Grand Tour | 2011 |
| ---------- | ---- |
| Giro       | 152  |
| Tour       | -    |
| Vuelta     |      |